# Antonio Mura (poeta)

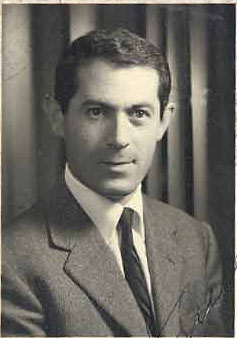
Antonio Mura

Antonio Mura (Nuoro, 24 luglio 1926 – Bologna, 11 dicembre 1975) è stato un poeta e scrittore italiano che si è espresso in lingua sarda.

## Biografia
Figlio del poeta sardo Pietro Mura, i suoi studi spaziarono dalla letteratura all'economia. Durante la giovinezza visse per un lungo periodo a Napoli dove intraprese gli studi universitari in economia navale senza mai terminarli. Fu durante questo periodo che sviluppò ancora di più la sua intensa passione letteraria nata in gioventù tra i libri della ricca biblioteca del padre Pietro. La cerchia universitaria napoletana di quegli anni lo portò a contatto con scrittori e discepoli della cultura intellettuale anarchica napoletana, europea francese e spagnola, entrando a far parte per un breve periodo della rivista anarchica Volontà come redattore. 
Ritornato per un breve periodo in Sardegna, partì emigrato in Germania in cerca di lavoro. L'esperienza tedesca influenzò fortemente la sua poetica tanto che i suoi canti si riempirono dei tratti e delle vicissitudini dell'uomo e l'affratellarsi tra uomini, col suo fare e battagliare la vita, che diedero alla sua lirica un carattere universale. Negli anni sessanta e settanta ebbe un'intensa produzione lirica, insieme al padre Predu, che portò entrambi a vincere numerose competizioni letterarie, tra le quali in diverse tornate l'importante "Premio di Ozieri di letteratura sarda" fondato nel 1956. La vasta composizione poetica fino ad allora compiuta venne raccolta nel 1971 sotto il titolo Lingua e dialetto, poesie bilingui con la prefazione a cura di Raffaello Marchi.
In questi anni la sua fame intellettuale si intensificò e i suoi studi filologici si ampliarono e si tradussero nella ricerca di un'affermazione della lingua sarda, con la traduzione delle Opere e i giorni di Esiodo. Già negli anni '60 compì le sue prime esplorazioni linguistiche, operando delle traduzioni in sardo delle poesie di Paul Éluard e dei Versi di Paul Valéry, ma saranno soprattutto le traduzioni delle opere di Thomas Eliot ad impegnarlo molto sul piano della ricerca linguistica e filologica,  poiché il suo obiettivo era rendere nella lingua sarda la densità semantica dei versi del poeta inglese.
La scelta di tradurre gli autori non fu né casuale, né puramente letteraria, ma può essere racchiusa in un orizzonte culturale, politico e ideologico che costituisce l'humus stesso della poesia tradizionale del secondo Novecento. I temi del rapporto con una natura dotata sì di una struggente bellezza ma che è anche dura e fonte di dolore, con la quale l'uomo intrattiene un rapporto intenso ma sofferto, così come sempre problematico e difficile è il rapporto dell'uomo con gli altri e con se stesso. C'è un intenso dissidio, una lotta costante che percorre la poesia di Antonio Mura, che però non è meno capace di abbandonarsi ad una dimensione metafisica. La terra sarda diviene uno sfondo che se da un lato è assolutamente unico e specifico, dall'altro è anche universale.

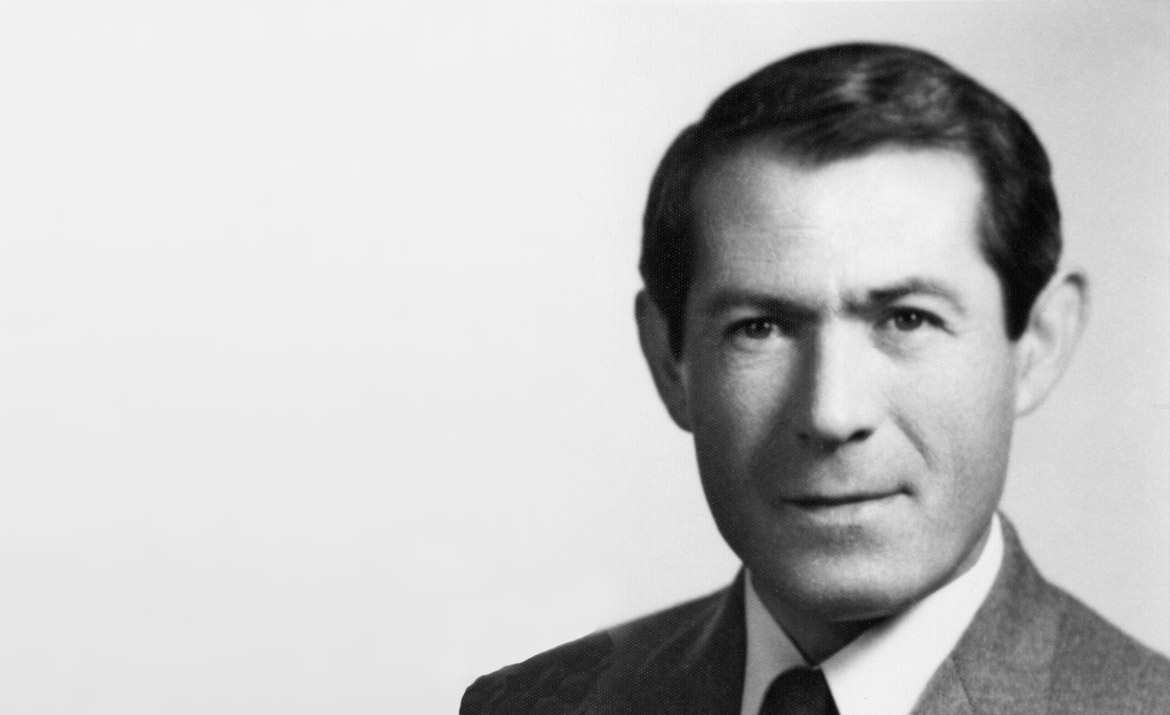
Il poeta Nuorese Antonio Mura

Morì a Bologna nel 1975.

## Opere

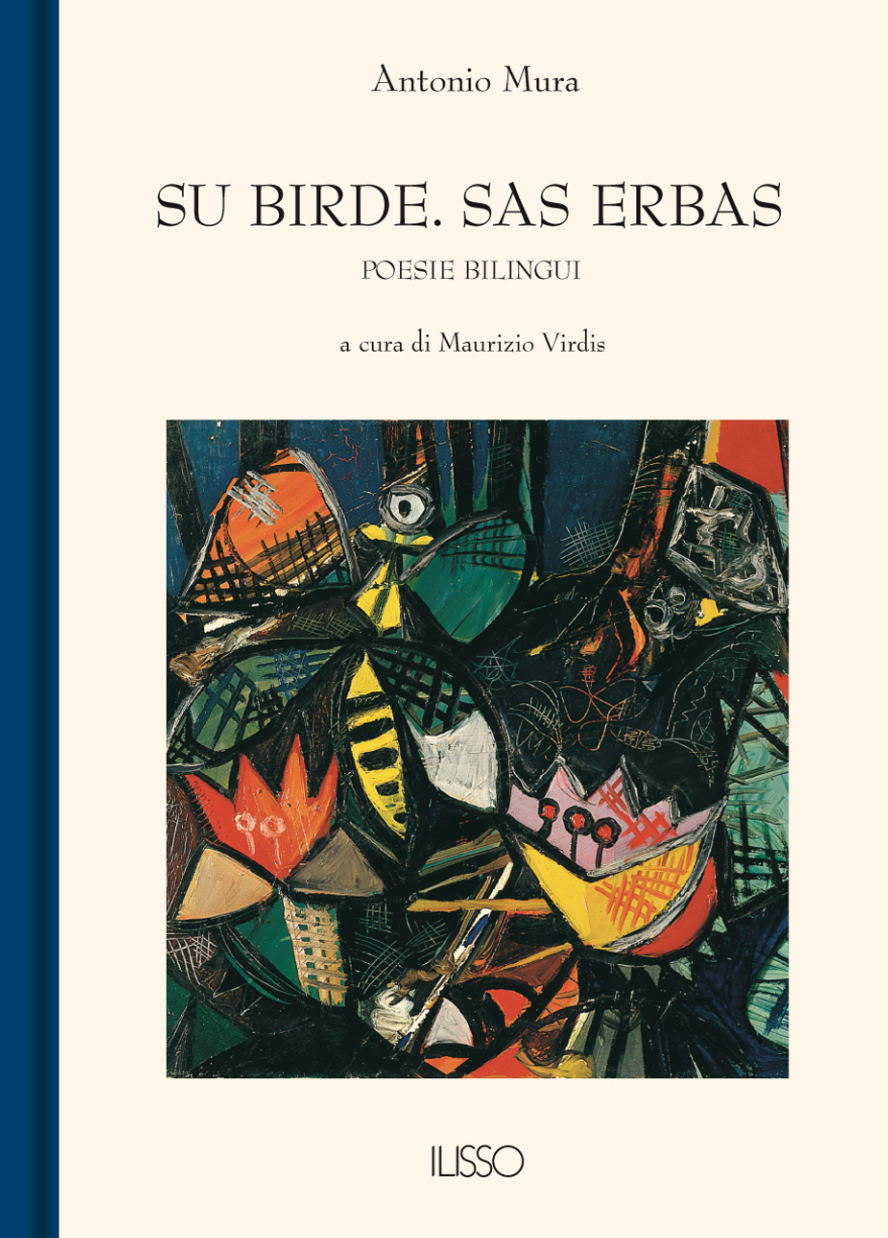
Su birde. Sas erbas.

- Ammentos de emigrante, “La Nuova Sardegna”, 29 settembre 1968.
- Ammentos de emigrante. Lamentu. Die de beranu, in G. PINNA, Antologia dei poeti dialettali nuoresi, Cagliari, Fossataro, 1969
- Lingua e dialetto. Poesie bilingui, Nuoro, Edizioni Barbaricine, 1971.
- Su birde. Sas erbas. Poesie bilingui, a cura di M. Virdis, Nuoro, Ilisso, 1998.
- Und wir, die klugen Mondmeister (traduzione tedesca di Lingua e dialetto. Poesie bilingui), a cura di W. Dietrich, Monaco, Verlag Huber & Klenner, 1982.
- Su respiru iskurtamos, “La Nuova Sardegna”, 14 marzo 1972.
- Kussertu, “La Grotta della Vipera”, I, 2, 1975.  Artu e grave inoke est su lamentu, “La Grotta della Vipera”, III, 10-11, 1978.
- Ammentos de emigrante, in I poeti del premio Ozieri, vol. I, Cagliari, Edizioni Della Torre, 1981.
- Billu, su zovaneddu, in I poeti del premio Ozieri, vol. II, Cagliari, Edizioni Della Torre, 1981.
- Doch wenn dann, mit leuchtenden Augen (traduzione tedesca di Ma kando kin s'okru lukende), a cura di W. Dietrich, “Westermanns Monatshefte”, 3 marzo 1982.
- Unu populu es kupinde sa zustissia. Mi naban sos amicos, in R. Manelli - G. Carubelli, Trent'anni di poesia in Sardegna, Cagliari, Fossataro, 1982.
- Solu sa luna, inoke, érema sorre. Su banduleri bendidore de ramene. Ke bbelas a su bentu. Prantar dessu kelu. Su respiru iskurtamus. Sos ispentumor dessa bida, in M. Chiesa - G. Tesio (a cura di), Le parole di legno. Poesie in dialetto del ‘900 italiano, Milano, Mondadori, 1984.
- Poesia ininterrompia e Campusantu marinu. Traduzioni da Paul Eluard e Paul Valéry, a cura di D. Caocci, Cagliari, Centro di Studi Filologici Sardi/Cuec, 2003.